# Novi Pot
Novi Pot – wieś w Słowenii, w gminie Sodražica. W 2018 roku liczyła 5 mieszkańców.